# Adolphe Assi
Pour les articles homonymes, voir Assi.
Adolphe Alphonse Assi, né le 28 avril 1841 à Roubaix et mort le 8 février 1886 à Nouméa (Nouvelle-Calédonie) est un ouvrier mécanicien d'origine italienne, personnalité de la Commune de Paris, franc-maçon, déporté en Nouvelle-Calédonie, non-membre de l'Association internationale des travailleurs.

## Biographie
Adolphe Alphonse Assi nait à Roubaix le 27 avril 1841. Il est le fils d'Alphonse Victor Assi (sur sa signature figure Victor), ouvrier papetier, né à Paris, et d'Élisabeth Anne Virginie Dubrouÿ. La famille est d'origine italienne
Cet ouvrier mécanicien, habitant probablement Paris à ce moment, s'engage en 1858, à 17 ans, comme volontaire dans l'armée du Second Empire. Sergent-fourrier faisant office de sergent-major à Boulogne, il déserte en 1860 sans doute À la suite de malversations. Lui même dira ensuite qu'il a quitté l'armée parce que le ravitaillement avait fait défaut et parce qu'après une nuit de garde, il avait voulu se faire porter malade et qu'il avait été puni. Il passe en Angleterre puis en Suisse où il reste deux ans en tant qu'ouvrier mécanicien.  
Lorsque Giuseppe Garibaldi fait appel à la constitution de légions de volontaires pour l'unification de l'Italie, il rejoint l'Italie pour se battre à ses côtés. Il rentre en France en 1864. Amnistié, il travaille à Roubaix.   
Il participe activement aux grèves du Creusot en janvier 1870, puis membre de la Commune de Paris, il est déporté en Nouvelle Calédonie.  
Il meurt à l'hôpital militaire de Nouméa le 8 février 1886, âgé de 45 ans, peut-être d'un cancer du foie, alors qu'il avait été élu membre du conseil municipal de Nouméa le 26 octobre 1884 et s'était montré un fidèle de la Loge de franc-maçonnerie : le Gouverneur de celle-ci assiste à ses obsèques, entièrement civiles, le 9 février 1886. Le gouverneur de la Nouvelle-Calédonie assiste à ses funérailles de même qu'une foule nombreuse.  

## Grève auCreusot
En 1868, au hasard d'un tour de France ouvrier, il se fixe au Creusot, comme ajusteur aux usines Schneider et Cie. De nombreux motifs de mécontentement existent parmi les ouvriers. Il fait circuler des programmes de l'Internationale (Association internationale des travailleurs) et réussit à se faire entendre de 5000 ouvriers. 
Henri Schneider, inspiré par le catholicisme social, prend des mesures paternalistes et fonde une caisse de secours pour les ouvriers, financée par des retenues sur les salaires tout en s'en réservant la gérance. Les travailleurs demandent à y être associés, comme Henri Schneider l'avait promis et désignent certains d'entre eux dont Adolphe Assi pour en assurer la gérance. Le 17 janvier 1870, il est nommé président du Comité provisoire chargé de gérer la Caisse de solidarité. Le 19 janvier il est licencié. Assi tente de rester au Creusot en s'installant à son compte comme serrurier-mécanicien-armurier et prend l'initiative de lancer une grève, qui échoue.  
Adolphe Assi gagne Paris pour demander le 10 février 1870 le soutien de la Fédération des sociétés ouvrières puis retourne au Creusot le 25 février. 
Dans l'intervalle, Eugène Varlin est venu au Creusot et y a fait décider la formation d'une section de l'Internationale. 
Le 21 mars 1870, éclate une seconde grève motivée par une réduction de salaire et le renvoi d'ouvriers. Adolphe Assi est accusé de l'avoir fomentée, rôle contesté par certains. Le 3 avril, Benoît Malon, représentant La Marseillaise (La Marseillaise (journal, 1869), assure le mouvement de la solidarité des ouvriers parisiens, le comité de grève adhère à l'Internationale. La grève échoue néanmoins et prend fin les 14-15 avril. 
Adolphe Assi a pris la fuite pour échapper aux nombreuses arrestations survenues dès le début de la grève, puis revient fin avril au Creusot. Le 1er mai 1870, il est arrêté sur l'ordre du sous-préfet Breynat de Saint-Véran, transféré à Paris le 4 et impliqué dans le troisième procès de l'Association internationale des travailleurs. Il n'en était toutefois pas membre même s'il déclare à l'audience que ne faisant pas partie du mouvement, il en approuve l'esprit et compte y adhérer un jour. Cette affirmation le met au nombre des accusés mais l'avocat Léon Bigot obtient son acquittement en plaidant le fait qu'il ne pouvait être poursuivi car non membre de l'Internationale, objet du procès. Ce résultat rend Adolphe Assi populaire, il prend la parole dans de nombreuses réunions publiques en s'y montrant plus ou moins convaincant. 
Il ne semble pas qu'il ait donné suite à son projet d'adhésion à l'Internationale, Karl Marx lui-même le confirmera lors d'une interview en juillet 1871. 
En juillet 1870, Adolphe Assi approuve un  manifeste contre la guerre adressé aux travailleurs de tous les pays.  

## Commune de Paris
Pendant le siège de Paris par les Allemands (septembre 1870-mars 1871), il est lieutenant au 192e bataillon de la Garde nationale, est l'un des organisateurs du Comité central de la Garde nationale dont il devient membre au début de mars 1871. Il en préside quelques séances dont celle où le comité central siège comme gouvernement provisoire. Le 17 mars, il est élu commandant du 67e bataillon. Le 18 mars, il donne des ordres pour que l'on prenne l'Hôtel de ville. Le 19 mars, il est élu colonel. Il est l'un de ceux qui s'oppose à la restitution des canons. Il est nommé gouverneur de l'Hôtel de Ville de Paris le 19 mars. Le 26 mars il est élu au Conseil de la Commune par le XIe arrondissement avec 19.890 voix. Il est l'un des signataires de la proposition des dix commissions à nommer pour diriger les affaires. Le 29 mars, il fait partie de la commission de la Sûreté générale. Son ambition supposée lui vaut une arrestation du 1er au 15 avril, sous l'inculpation de communication avec Versailles fondée sur la remise de comptes-rendus de séances secrètes à un journal dit réactionnaire (Paris-Journal). Relâché il est nommé le 16 avril délégué aux fabrications de guerre avec Jean-Baptiste Clément. ll ne participe pas au vote sur le Comité de salut public. Il semble que la notoriété acquise lors du procès de 1870 lui valut ces rôles de premier plan, et qu'on utilisa cette dernière davantage qu'il ne fut lui-même actif, même s'il a été celui qui en face du monument municipal pavoisé, devant un buste de la République, déclara : « Au nom du peuple, la commune de Paris est déclarée ».  
Durant la Semaine sanglante qui débute le 21 mai, il est envoyé en reconnaissance de nuit pour vérifier le bruit selon lequel les Versaillais sont entrés dans Paris;  les soldats "Versaillais" le font prisonnier le 22 mai 1871 à Passy.
Il est jugé par le troisième conseil de guerre permanent de la 1re division militaire, en même temps que le peintre Gustave Courbet et d'autres communards. Il se montre courageux pendant le procès, reconnait être franc-maçon, mais ne dit pas clairement s'il est adhérent ou non à l'Internationale. Le 2 septembre 1871, malgré les plaidoiries de Léon Bigot qui le défend à nouveau Adolphe Assi est condamné à la déportation en Nouvelle-Calédonie. Il est déclaré coupable de 4 chefs d'accusation :
- d'avoir en tant que membre de la Commune commis un attentat dans le but de détruire le gouvernement et d'inciter à la guerre civile,
- d'avoir fait lever des troupes armées sans ordres ni autorisation
- s'être immiscé sans titres dans les fonctions publiques
- d'avoir provoqué par abus d'autorité à la destruction de monuments publics et avoir procuré aux autres les moyens de l'accomplir[5].

Après un séjour au Fort-Boyard, il embarque pour la Nouvelle-Calédonie le 4 mai 1872 à Rochefort et arrive le 29 septembre 1872. A l'étape du Cap, il aurait tenté de s'évader et aurait été mis aux fers pour le reste du voyage.

## Nouvelle-Calédonie
Il est débarqué à la presqu'île de Ducos le 1er octobre 1872. Le 12 avril 1875, il est transporté à Nouméa pour être écroué au fort Constantine. Le 16 avril 1875, il est condamné à un an de prison pour complicité dans une tentative d'évasion. Pendant sa détention, il est mal noté : en 1876, il a déjà subi sept punitions.
Il est autorisé à résider à Nouméa le 20 mai 1880 et amnistié le 17 juillet 1880.
Il reste à Nouméa comme mécanicien ajusteur. Il est également conseiller municipal de Nouméa.

## Personnalité
Karl Marx dans l'interview donnée en juillet 1871 déjà évoquée porte un jugement très sévère sur Adolphe Assi : « c'est un imbécile et je doute de son honnêteté. Beaucoup le considèrent comme un mouchard aux ordres du gouvernement de Versailles ». Néanmoins, cette dernière accusation n'a jamais reçu un commencement de preuve.
Le jugement porté pendant sa détention n'est pas plus flatteur : « homme nul et sans intelligence, orgueilleux à l'excès, également nul comme ouvrier ».
Jules Clère le décrit ainsi : « les manières prétentieuses, la recherche des mots dans la conversation et le regard fier, presque provocant, annoncent une vanité excessive au service d'un esprit médiocre ».
Ces appréciations contrastent avec celles des journaux calédoniens après sa mort, lesquels portent sur lui des propos élogieux : « un des plus vaillants champions des Républicains...caractère énergique et droit...vaillant champion de la démocratie et de la libre pensée...vaillant soldat du travail et de la démocratie...».

### Notices biographiques
- Jules Clère, Les hommes de la Commune : Biographie complète de tous ses membres, Paris, Libraire-éditeur É. Dentu, 1871, 195 p. (lire en ligne sur Gallica), p. 26-29
- Paul Delion, Les membres de la Commune et du Comité central, Paris, A. Lemerre éditeur, août 1871, 446 p. (lire en ligne sur Gallica), p. 22-27
- Michel Prévost, « Assi (Adolphe Alphonse) », dans Dictionnaire de biographie française, t. III, Paris, Letouzey et Ané, 1939
- Bernard Noël, Dictionnaire de la Commune, Coaraze, L'Amourier éditions, coll. « Bio », avril 2021 (1re éd. 1971), 799 p. (ISBN 978-2-36418-060-4, ISSN 2259-6976, présentation en ligne), p. 66-67
- « Notice « Assi Adolphe, Alphonse  » », sur maitron.fr, Le Maitron, dictionnaire bibliographique du mouvement ouvrier et du mouvement social, Association Les Amis du Maitron (consulté le 3 août 2021)